# Donatella Turri
Donatella Turri , numele de actriță al Mariei Donatella Turri Gandolfi (n. 1945, Palmanova, Friuli-Veneția Giulia, Italia) este o actriță italiană. Printre cele mai cunoscute filme ale sale se numără Țara fericirii (1962), Jandarmul se însoară (1968) și Soția infidelă (1969).

## Biografie
Născută în 1945 la Palmanova dintr-un tată padovan apropiat politic de Partidul Liberal italian și o mamă venețiană, s-a stabilit în copilărie la Bologna cu familia ei, apoi mai târziu la Roma.
Foarte tânără este aleasă de Federico Fellini (prietenul mamei Donatellei) pentru un rol în La dolce vita (1960), dar în ultimul moment regizorul o preferă pe Valeria Ciangottini. Totuși, Turri și-a făcut debutul în același an în Dolci inganni de Alberto Lattuada, care a ales-o după ce a făcut o audiție la Liceo Internazionale la care a participat tânăra.
În 1961 toarnă filmul Che gioia vivere, unde îl cunoaște pe Ugo Tognazzi, cu care are un scurt flirt, în timp ce în anul următor joacă în Țara fericirii de Luciano Salce. În timpul realizării acestui film se împrietenește cu co-starul, cântărețul și compozitorul Luigi Tenco. În anii următori și-a continuat activitatea de actriță, participă pe scena beat-ului italian, animând „Piper Club” și devenind una dintre fetele din „Bandiera gialla”. S-a căsătorit apoi în martie 1967 cu actorul și scenaristul Maurizio Bonuglia, iar la sfârșitul deceniului s-a retras din activitate. S-a întors în domeniul știrilor în anii nouăzeci, când al doilea soț al ei, antreprenorul Giancarlo Gorrini, a fost implicat în scandalul „Tangentopoli” și arestat.

## Filmografie selectivă
- 1960 Les Adolescentes (Dolci inganni), regia Alberto Lattuada
- 1960 Larmes de joie (Risate di gioia), regia Mario Monicelli
- 1961 Bucuria de a trăi (Che gioia vivere), regia René Clément
- 1962 Țara fericirii (La cuccagna), regia Luciano Salce
- 1963 Via Veneto (Via Veneto), regia Giuseppe Lipartiti
- 1963 Un drôle de type (Uno strano tipo), regia Lucio Fulci
- 1964 La Difficulté d'être infidèle, regia Bernard Toublanc-Michel
- 1964 La coda del diavolo, regia Moraldo Rossi
- 1968 Sonora (Sartana non perdona), regia Alfonso Balcázar
- 1968 Jandarmul se însoară, regia Jean Girault
- 1969 Soția infidelă (La Femme infidèle), regia Claude Chabrol
- 1969 La Loi des gangsters (La legge dei gangsters), regia Siro Marcellini